# Anvari
Anvari (Abiward, 1126 – Balkh, 1189), nome completo Awhad ad-Din 'Ali ibn Mohammad Khavarani ou Awhad ad-Din 'Ali ibn Mahmud (em persa: اوحد الدین علی ابن محد انوری) foi um poeta e astrônomo persa.

## Biografia
Anvari nasceu em Abiward ou Abi-ala (agora no Turcomenistão) e morreu em Balkh, no atual Afeganistão, e estudou ciência e literatura no instituto colegiado em Toon (atual Ferdows, Irã), tornando-se um famoso astrônomo, bem como um poeta.
Os poemas de Anvari foram coletados em um Divã, coleção de poesias árabes, e contém panegíricos, elogios, sátiras, e outros. Sua elegia "Lágrimas de Khorasan", traduzido para o inglês em 1789, é considerado um dos mais belos poemas da literatura persa. The Cambridge History of Iran chama Anvari de "um dos maiores vultos da literatura persa". Apesar de sua beleza, seus poemas frequentemente necessitavam de muita ajuda na interpretação, uma vez que eram geralmente complexos e difíceis de entender.
O panegírico de Anvari em louvor ao sultão seljúcida Ahmad Sanjar (1117-1157), governador de Coração, trouxe-lhe a proteção real, e permitiu-lhe usufruir do patrocínio de dois dos sucessores de Sanjar. Porém, quando a sua profecia de desastres em outubro de 1185 falhou, caiu em desgraça com a realeza, e foi forçado a levar uma vida de serviço escolar, posteriormente, vindo a cometer suicídio em 1189.